# Павлівка (Джанкойський район)
Павлі́вка (до кінця XIX століття — Керлеут, Керлевют, крим. Kerlevüt) — село Джанкойського району Автономної Республіки Крим. Населення становить 446 осіб. Орган місцевого самоврядування — Новокримська сільська рада.

## Географія
Павлівка — село на заході району, у степовому Криму, висота над рівнем моря — 29 м. Сусідні села: Новокримське за 2,5 км на північ і Кримка за 3,5 км на південний схід. Відстань до райцентру — близько 24 кілометрів, найближча залізнична станція — Богемка (на лінії Джанкой-Армянськ) — близько 12 км.

## Історія
Спочатку степове поселення називалося Керлеут. Перша документальна згадка села зустрічається в Камеральному Описі Криму … 1784 року, судячи з якого, в останній період Кримського ханства Керлеут Бочай входив в Бочалатський кадилик Карасбазарського каймакамства. Після анексії Криму Російською імперією (8) 19 квітня 1783 року, (8) 19 лютого 1784 року, на території колишнього Кримського Ханства була утворена Таврійська область і село була приписане до Перекопського повіту.
Згідно «Пам'ятною книги Таврійської губернії за 1867 рік», село була покинуте мешканцями в 1860—1864 роках, у результаті еміграції кримських татар, особливо масової після Кримської війни 1853—1856 років, в Туреччину та залишалася в руїнах, а на триверстовій мапі 1865—1876 року в селі Керлеут позначено 4 двори.
Судячи за доступними історичними документами, у кінці 1880-х років в спорожніле село заїжджали переселенці з Росії. Нове поселення назвали Павловкою і, згідно «… Пам'ятної книги Таврійської губернії за 1892 рік», у селі Богемської волості, вже було 195 жителів в 32 домогосподарствах.
У 1929 році в селі створено колгосп Шлях Леніна, скасований в 1963 році, тоді ж ліквідовано сільраду і село увійшло до складу Новокримської сільради.